# Yumpu
Yumpu ist eine elektronische Publikationsplattform der i-Magazine AG mit Sitz in Diepoldsau (Schweiz).

## Geschichte
Yumpu wurde 2011 als Self-Publishing-Plattform für Business-to-Business von Norbert Roms i-magazine AG (gegründet 2006) ins Leben gerufen. Die i-magazine AG wiederum ist eine Tochtergesellschaft der adRom Holding AG, die ebenfalls von Norbert Rom gegründet wurde. 2016 wurde in Österreich die Yummy Publishing GmbH als Tochtergesellschaft der i-Magazine AG gegründet, die die Muttergesellschaft mit verschiedenen Dienstleistungen unterstützt.
Im Januar 2020 startete neben dem B2B-Dienst Yumpu Publishing auch der Dienst YumpuNews als Business-to-Consumer-Dienst in Deutschland, Österreich und der Schweiz mit deutschsprachigen Zeitschriften, Magazine und Zeitungen, seit Februar 2021 auch mit britischen Zeitungen. Das Unternehmen bezeichnet YumpuNews als «Spotify für Verlage» und beinhaltet ein Umsatzbeteiligungsmodell.
Laut dem globalen Alexa-Website-Ranking von 2019 gehört Yumpu zu den 3000 meistgenutzten Websites der Welt. Im Jahr 2020 zählten zu den Verlegern rund 24 000 Bildungseinrichtungen, 26 000 staatliche Einrichtungen und 1200 institutionelle Verlage. Yumpu hatte im Jahr 2020 mehr als 15 Millionen Leser pro Monat.

## Unternehmensstruktur
Yumpu ist die Plattform der i-Magazine AG, einer Tochtergesellschaft der adRom Holding AG. I-Magazine ist auch die Muttergesellschaft der Yummy Publishing GmbH.
Der Hauptsitz von i-Magazine befindet sich in Diepoldsau (Schweiz). Der Geschäftsführer des Unternehmens ist Norbert Rom.

## Funktionen
Yumpu Publishing bietet digitale Umblätter-Software für verschiedene Branchen an. Seit 2020 wird mit der eigenen Software der digitale Zeitungskiosk «Yumpu News» aufgebaut.
Mit Yumpu kann eine interaktive Publikation aus einer PDF-Datei erstellt werden, die dann auf Websites, Blogs oder in sozialen Netzwerken eingebettet und zum Lesen angeboten werden kann. Während der Herausgeber den Inhaltstyp seiner Publikation bestimmt, wandelt Yumpu Publishing jedes PDF in ein blätterbares E-Paper um. Dieses E-Paper kann mit Multimedia-Elementen wie Ton, Video, Bildern und Links versehen werden. Die PDFs sind für Suchmaschinen wie Google lesbar.
Der Yumpu Publishing Service kann kostenlos oder über ein kostenpflichtiges Abonnement genutzt werden. Für das kostenpflichtige Abonnement gibt es vier verschiedene Stufen, bei denen die Unternehmen auch die Möglichkeit haben, Zugang zu den Daten über ihre Veröffentlichungen zu erhalten. Der Dienst wird auch als individuell gestaltete App im Corporate Design, dem Yumpu Publishing AppKiosk, angeboten.
Yumpu News ist eine abonnementbasierte Plattform, über die Nutzer verschiedene Nachrichtenpublikationen lesen können. Der Dienst kann zunächst 30 Tage lang im Rahmen eines kostenlosen Probeabonnements genutzt werden; danach ist eine kostenpflichtige Registrierung erforderlich. Er ist auf dem Desktop und als App verfügbar.

## Auszeichnungen
- 2022: Vamp Award Austria – Bronze in der Kategorie «Die attraktivste Verkaufsförderung»[11]
- 2022: Effie Award Austria – Bronze mit dem Projekt «Yumpu – der digitale Kiosk» in der Kategorie «Newcomer»[12]